# Matilda Caragiu Marioțeanu
Matilda Caragiu Marioțeanu (n. 20 iulie 1927, Hrupișta, Grecia – d. 11 martie 2009, București, România) a fost o lingvistă română de origine aromână. Familia sa a migrat în România în 1928. Specialistă în dialectologie, profesor universitar, membră corespondentă a Academiei Române din anul 1993 și membră titulară din 2004. A fost sora actorului Toma Caragiu.

## Biografie
Matilda Caragiu Marioțeanu s-a născut la 20 iulie 1927 în Grupiști (Argos Orestikon), oraș situat în provincia Macedonia din nordul Greciei. Părinții ei erau aromâni (macedo-vlahi) emigrați în 1928 în comuna Sarsânlar, județul Durostor, Regatul României (astăzi în Bulgaria). În 1940 s-au refugiat ca urmare a cedării Cadrilaterului (județele Durostor și Caliacra) Bulgariei. Între 1940-1941 familia Caragiu a locuit în Oltenița, din 1941 până în 1944 la Bacău, între 1944-1947 la Ploiești, iar din 1947 în București. La 11 martie 2009, Matilda Caragiu Marioțeanu a încetat din viață la București.

### Studii
Între 1933-1938, Matilda Caragiu Marioțeanu a urmat cursurile școlii primare din comuna Sarsânlar și orașul Silistra. A urmat liceul, într-o prima parte, la Silistra și l-a continuat la Bacău și Ploiești. În perioada 1947-1951 a urmat cursurile Facultății de Litere și Filosofie, secția Limba și Literatura Română. În vara lui 1947 și-a obținut licența cu o lucrare despre „Influența dacoromână asupra graiului unei familii aromâne din Republica Populară Română”.
În anii următor a obținut mai multe titluri printre care: 
- Doctor în științe filologice în februarie 1967 cu teza „Fono-morfologie aromână. Studiu de dialectologie structurală”, conducător științific fiind Acad. Al Rosetti (publicată în 1968);
- membru corespondent al Academiei Române (din 12 noiembrie 1993);
- membru corespondent al Societé de Langue et de Littérature wallonnes, Belgia (din 2000);
- membru titular al Academiei Române (din 2004);

La 1 octombrie 1999 a primit titlul de Profesor Universitar Onorific pentru îndelungata și prestigioasa activitate didactică și științifică desfășurată la catedră, distincție oferită de Senatul Universității din București.

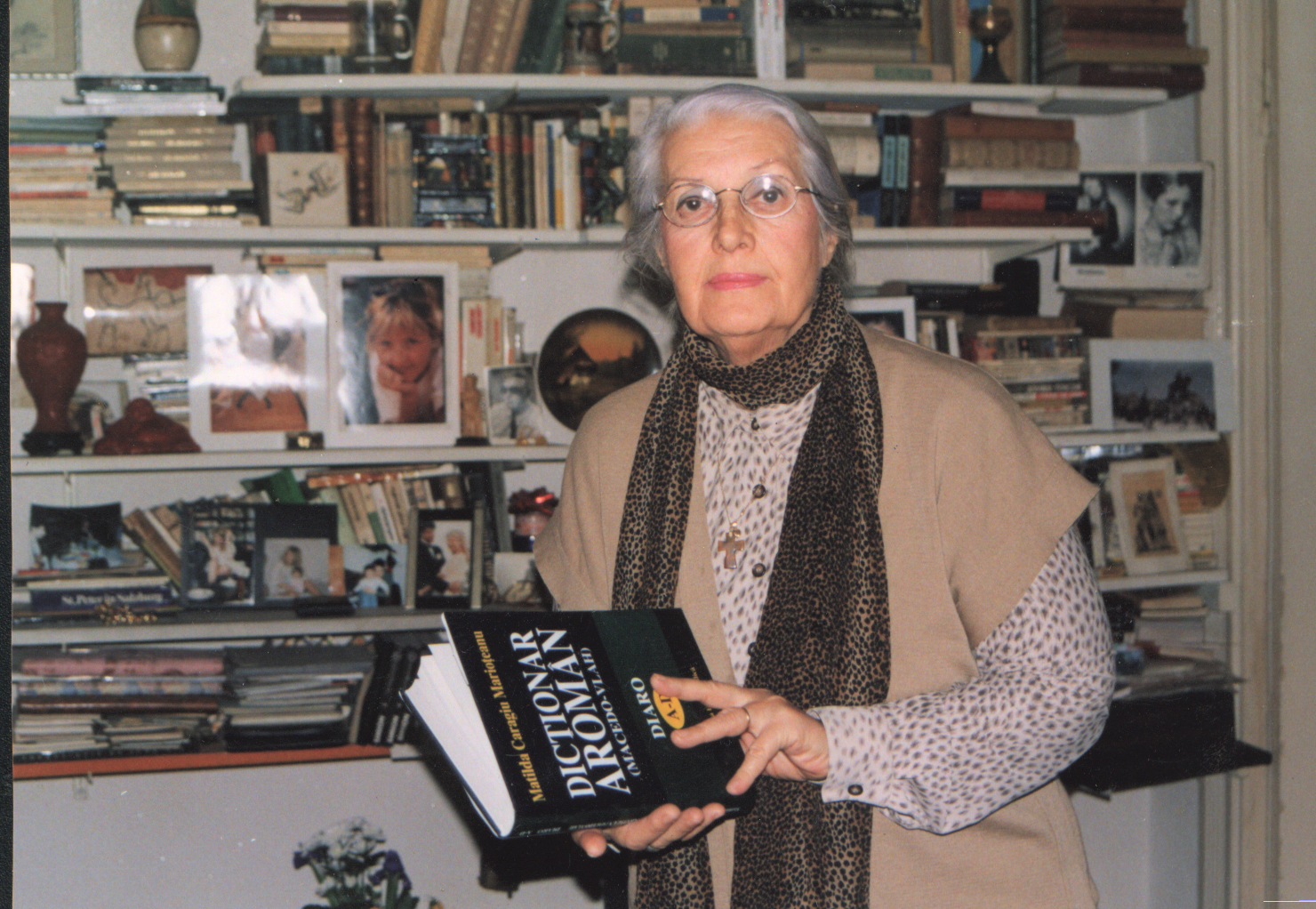
Matilda Caragiu Marioțeanu

### Cariera profesională
Din 1950, încă studentă fiind, a început să predea la Facultatea de Litere, Universitatea din București. Aici a ținut un curs de dialectologie, urmând ca ulterior să țină cursuri de istorie a limbii române, gramatică istorică, gramatică comparată a limbilor romanice și așa mai departe. În perioada 1951-1982 trece prin toate gradele didactice, până la cel de profesor universitar. Între 1970-1973 este profesor-invitat la Universitatea din Salzburg,  Austria, la „Institut für  romanische Philologie”. S-a pensionat în 1982.

### Premii
De-a lungul vieții, Matilda Caragiu Marioțeanu a primit numeroase premii, diplome și ordine dintre care amintim: 
- 1962 - premiul Ministerului Învățământului pentru lucrarea în volum „Liturghier aromânesc. Un manuscris anonim inedit”;
- 1975 - Premiul „Timotei Cipariu” al Academiei Române pentru lucrarea în volum „Compendiu de dialectologie română (nord- și sud-dunăreană)”;
- 1987 - „Diploma di onoare shi Premiulu tra lingvisticâ tra ndelungata a ljei activitate didacticâ shi shtiintsificâ cari aduse una mare contributsie tra cunoashtirea, tsânearea shi creashtirea a limbiljei shi a culturiljei aromâne”, acordată de Uniunea Culturalâ Aromânâ din Freiburg pentru întreaga activitate în domeniul aromânei;
- 1998 - Premiul „George Murnu”, acordat de Fundația Culturală Magazin Istoric pentru „Dicționar Aromân (Macedo-vlah)”.
- 1999 - „Diploma of Excellence”, acordată de Radio România Internațional pentru promovarea culturii aromâne.
- 1999 - diploma de onoare „Marian Papahagi” acordată de Fundația Cuza Vodă și Muzeul Literaturii Române.
- 2000 - La data de 18 decembrie a primit Ordinul Național „Pentru Merit” în grad de Comandor oferit prin Decretul nr. 521 de Președintele României Emil Constantinescu de Ziua Națională a României (Monitorul Oficial al României, Anul XII, nr. 673).

## Opere
Nu figurează aici multe din articolele de cultivare a limbii române sau de altă natură, publicate în ziare, reviste: „România literară”, „Tribuna României”, „Cinema” etc.; lipsesc, evident, emisiunile radiofonice, la rubricile: „Odă limbii române”, „Fonoteca de aur” etc.); și, mai ales, de televiziune, la rubricile: „Mult e dulce și frumoasă”, „Limba română”, „Cuvinte potrivite”, „Viața spirituală” etc.
- „Liturghier aromânesc. Manuscris anonim inedit”, Ed. Acad., București, 1962
- „Fonomorfologie aromână. Studiu de dialectologie structurală”, Ed. Acad., București, 1968
- „Crestomație Romanică” (sub conducerea lui Iorgu Iordan, lucrare colectivă), III, 1, capitolul Dialectul aromân, Ed. Acad., București, 1968
- „Compendiu de dialectologie română (nord- și sud-dunăreană)”, Ed. șt. și encicl., București, 1975
- „Dialectologie română” — în colaborare cu Ștefan Giosu, Liliana Ionescu-Ruxăndoiu, Romulus Todoran, (M. C. M.: dialectele aromân, meglenoromân, istroromân; textele dialectale aromâne; hărțile 2, 4, 5, 7, 8, 9, 17, 18); Ed. did. și ped., București, 1978
- „Rumänisch: Areallinguistik I. Dakorumänisch. Les aires linguistiques. I. Dacoroumain”, capitolul 198 din Lexikon Der Romanistischen Linguistik (LRL) — lucrare colectivă de mari proporții, editată de Günter Holtus, Michael Metzeltin și Christian Schmitt — Band/ Volume III, Max Niemeyer Verlag, Tübingen, 1989, p. 405-423 (cu 4 hărți lingvistice dialectale dacoromâne și o hartă geografică a provinciilor istorice românești);
- Dicționar aromân (macedo-vlah) DOARO. A-D. Comparativ (român literar-aromân), contextual, normativ și modern (1997)
- Toma Caragiu - Ipostaze (2003)
- Aromânii și aromâna în conștiința contemporană. Ediție bilingvă, Editura Academiei Române, ISBN 973-27-1317-8

Volume de versuri aromâne:
- Di nuntru și-di nafoarâ - Stihuri armânești / Din năuntru și din afară - Stihuri aromâne, Ediție bilingvă, Editura Cartea Românească, 1994[6]
- Néuri. Zăpezi. Neiges (13 poeme în aromână, însoțite de tălmăcirea în dacoromână și franceză a autoarei), editura Logos, 2002; ISBN 973-8131-16-2[7]
- Poeme aromâne, ediție trilingvă, Editura Academiei Române, 2006, ISBN 973-27-1416-6.

## Vezi și
- Povești nemuritoare, vol. 6